# Neoserica nitens
Neoserica nitens är en skalbaggsart som beskrevs av Frey 1960. Neoserica nitens ingår i släktet Neoserica och familjen Melolonthidae. Inga underarter finns listade i Catalogue of Life.